# Kelloggella
Kelloggella là một chi của Họ Cá bống trắng

## Các loài
Chi này hiện hành có các loài sau đây được ghi nhận:
- Kelloggella cardinalis D. S. Jordan & Seale, 1906 (Cardinal goby)
- Kelloggella disalvoi J. E. Randall, 2009 (Disalvo's goby)
- Kelloggella oligolepis (O. P. Jenkins, 1903)
- Kelloggella quindecimfasciata (Fowler, 1946) (Central goby)
- Kelloggella tricuspidata (Herre, 1935)